# سان موريزيو دي أوباجليو
سان موريزو دي أوباجيلو؛ هي بلدية في مقاطعة نوفارا في منطقة بيدمونت الإيطالية ، وتقع على بعد حوالي 90 كيلومتر (56 ميل) شمال شرق تورينو وحوالي 40 كيلومتر (25 ميل) شمال غرب نوفارا .
تقع سان موريزو دي أوباجيلو على حدود البلديات التالية: جوزانو, مادونا ديل ساسو, أورتا سان, جوليو, بيلا وبوجنو

## روابط خارجية
- الموقع الرسمي